# Банков, Евгений Яковлевич
Евгений Яковлевич Банков (21 июня 1918, Кривой Рог, Херсонская губерния — 1987, Москва) — советский хозяйственный деятель. Лауреат Государственной премии СССР в области науки и техники (1979).

## Биография
Родился 21 июня 1918 года в местечке Кривой Рог.
В 1941 году окончил Новочеркасский индустриальный институт.
Участник Великой Отечественной войны: командир роты 351-го зенитного артиллерийского полка, помощник начальника отдела кадров штаба 6-го корпуса противовоздушной обороны. Член ВКП(б) с 1944 года.
В 1956—1959 годах — главный инженер завода «Микропровод».
В 1968—1980 годах — директор завода, генеральный директор производственного объединения «Москабель».
Делегат XXV съезда КПСС.
За создание новой технологии и организацию массового производства кабелей дальней связи в алюминиевых и стальных оболочках вместо свинцовых был в составе коллектива удостоен Государственной премии СССР в области науки и техники 1979 года.
С 1980 года — персональный пенсионер союзного значения.
Жил в Москве. Умер в 1987 году, похоронен на Кунцевском кладбище.

## Награды
- Орден Отечественной войны 2-й степени (6 ноября 1985);
- Орден Красной Звезды (28 сентября 1945);
- Медаль «За боевые заслуги» (25 апреля 1944);
- Медаль «За оборону Ленинграда» (22 декабря 1942);
- Медаль «За победу над Германией в Великой Отечественной войне 1941-1945 гг.» (9 мая 1945);
- Государственная премия СССР в области науки и техники (1979).